# Kyphoctella distorta
Kyphoctella distorta är en insektsart som beskrevs av Evans 1966. Kyphoctella distorta ingår i släktet Kyphoctella och familjen dvärgstritar. Inga underarter finns listade i Catalogue of Life.